# Ernst Trygger
Ernst Trygger (27. oktober 1857 – 23. september 1943) var en svensk konservativ politiker, der var Sveriges statsminister fra 1923 til 1924. Han var også udenrigsminister i Arvid Lindmans regering fra 1928 til 1930.